# Revuelta de Boston (1689)
La revuelta de Boston en 1689 fue un levantamiento popular contra el gobierno de Edmund Andros, gobernador del Dominio de Nueva Inglaterra, el 18 de abril de 1689. Una bien organizada milicia provincial y algunos ciudadanos detuvieron a los funcionarios del gobierno. Los miembros de la Iglesia de Inglaterra, que de acuerdo con los puritanos simpatizaban con la administración, también fueron tomados en custodia por los rebeldes. Ninguna de las facciones sufrieron bajas durante la revuelta.  Los dirigentes de la antigua Provincia de la Bahía de Massachusetts recuperaron el control del gobierno poco tiempo después. En otras colonias, los miembros de los gobiernos desplazados por el dominio volvieron al poder.
Andros, el gobernador encargado de Nueva Inglaterra en 1686, se había ganado la enemistad de la población local mediante la aplicación de las restrictivas leyes de navegación, negando la validez de los títulos de propiedad existentes, restringiendo reuniones de la ciudad y el nombramiento de oficiales regulares impopulares para liderar la milicia colonial, entre otras acciones. Por otra parte, había enfurecido puritanos en Boston, promoviendo la Iglesia de Inglaterra, que no fue del agrado de muchos colonos inconformistas de Nueva Inglaterra.

## Antecedentes
En la década de 1680, el rey Carlos II de Inglaterra comenzó a tomar medidas para reorganizar a las colonias de Nueva Inglaterra. El poder de los dirigentes de la Provincia de la Bahía de Massachusetts fue revocado en 1684 después de que sus gobernantes puritanos se negaron a actuar en sus demandas de reforma en la colonia cuando Carlos II trató de racionalizar la administración de las colonias pequeñas y llevarlas más cerca del control de la corona. Él murió en 1685 y su sucesor, el católico Jacobo II de Inglaterra, continuó el proceso, que culminó con la creación del Dominio de Nueva Inglaterra.

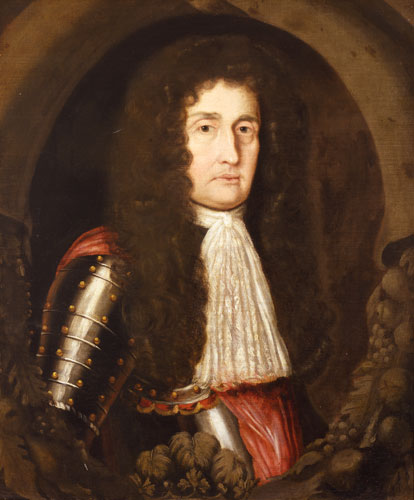
Retrato de Dominio de Sir Edmund Andros por Mary Beale

En 1686, el exgobernador de Nueva York, Sir Edmund Andros, fue nombrado gobernador del dominio. El dominio se componía de los territorios de la Bahía de Massachusetts, Connecticut, Nuevo Hampshire y Rhode Island. En 1688, su jurisdicción fue ampliada para incluir a Nueva York, y del este y oeste de Jersey.
El gobierno de Andros era extremadamente impopular en Nueva Inglaterra. Hizo caso omiso de la representación local, negó la validez de los títulos de propiedad existentes en Massachusetts (que había sido dependiente de la edad), restringió las reuniones en la ciudad, y promovió activamente la Iglesia de Inglaterra en regiones donde la mayoría eran puritanos. También hizo cumplir las leyes de navegación, las cuales amenazaban la existencia de ciertas prácticas comerciales de Nueva Inglaterra. Las tropas realistas acantonadas en Boston cuyos oficiales, incluidos anglicanos y católicos también fueron maltratados. Algunos de los oficiales, eran considerados partidarios del gobernador y, a menudo, eran anglicanos o católicos.
Mientras tanto, en Inglaterra, James era cada vez más impopular. El rey alienado por conservadores que intentaban relajar las leyes penales, en 1687 emitió la Declaración de Indulgencia, estableciendo alguna libertad de religión, una medida con la oposición de la jerarquía de la iglesia anglicana. Además puso en el poder del ejército regular, una acción vista por muchos parlamentarios como una amenaza a su autoridad, y colocó católicos en posiciones militares importantes. James también intentó colocar simpatizantes en el Parlamento. Con el nacimiento de su hijo y sucesor potencial James II, en junio de 1688, algunos Whigs y Tories dejan de lado sus diferencias políticas y conspiran para reemplazar a James por su yerno protestante, William, príncipe de Orange. El príncipe holandés, que había tratado infructuosamente de hacer a James reconsiderar sus políticas, de acuerdo a una invasión, y la revolución casi sin derramamiento de sangre que siguió en noviembre y diciembre de 1688, se estableció a William y su esposa María como co-gobernantes.
Los líderes religiosos de Massachusetts, encabezados por Cotton Mather y Increase Mather, se oponían al gobierno de Andros, y organizaron una disidencia dirigida a influir en la corte de Londres. Increase Mather envió una carta de agradecimiento al rey con respecto a la declaración de indulgencia, y sugirió a otros pastores de Massachusetts que también expresan gratitud a él como un medio para ganar el favor y la influencia. Diez pastores acordaron hacerlo, y decidieron enviar a Increase Mather a Inglaterra para presionar su caso contra Andros. El secretario del Dominio Edward Randolph intentó repetidamente detenerlo, incluyendo el lanzamiento de cargos criminales, pero Mather fue clandestinamente ingresado a bordo de un barco con destino a Inglaterra en abril de 1688. Él y otros agentes de Massachusetts fueron recibidos por el rey James en octubre de 1688, Quien prometió que las preocupaciones de la colonia serían tratadas. Los acontecimientos de la revolución, sin embargo, detuvieron este intento de obtener reparación.
Los agentes de Massachusetts entonces solicitaron a los nuevos monarcas y a los señores del comercio (predecesores a la junta de comercio que supervisó asuntos coloniales) la restauración de la carta de Massachusetts. Mather además convenció a los Señores del Comercio de retrasar la notificación de Andros de la revolución. Y había enviado una carta al anterior gobernador colonial Simon Bradstreet que contenía noticias de un informe (preparado antes de la revolución) de que la anulación de la carta de Massachusetts había sido ilegal, y urgió a los magistrados a "preparar las mentes del pueblo parq un cambio". Los rumores de la revolución aparentemente llegaron a algunos individuos en Boston antes de que llegaran las noticias oficiales. El comerciante de Boston John Nelson, que figuraba prominentemente en la próxima revuelta, escribió sobre los hechos en una carta fechada a finales de marzo, y la carta provocó una reunión de altos líderes políticos y religiosos anti-Andros en Massachusetts.

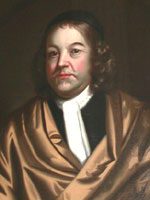
Exgobernador de Massachusetts Simon Bradstreet.

Andros recibió por primera vez una advertencia de la inminente revuelta contra su control mientras dirigía una expedición para fortificar Pemaquid (actual Bristol (Maine)), con la intención de proteger la zona contra los ataques de Francia y de los indios. A principios de enero de 1688, recibió una carta del rey James describiendo la acumulación militar holandesa. El 10 de enero, emitió una advertencia de proclamación contra la agitación protestante y la prohibición de un levantamiento contra el dominio. La fuerza militar que él llevó en Maine fue compuesta de regulares británicos y de milicia de Massachusetts y de Maine. Las compañías de la milicia eran comandadas por los regulares que impusieron la disciplina áspera que alejó a los milicianos de sus oficiales.  Andros fue alertado de las reuniones en Boston y también recibió informes oficiosos de la revolución, y regresó a Boston desde Maine a mediados de marzo.  Un rumor circuló que él había llevado la milicia a Maine como parte de un supuesto "complot papista"; La milicia de Maine se amotinó, y los de Massachusetts empezaron a regresar a su país. Una proclamación anunciando la revolución llegó a Boston a principios de abril; Andros hizo arrestar al mensajero, pero sus noticias fueron distribuidas, envalentonando al pueblo. Andros escribió a su comandante en Pemaquid el 16 de abril que "hay un zumbido general entre la gente, grande con la expectativa de su vieja carta", mientras se preparaba para hacer que los desertores que regresaban fueran arrestados y enviados a Maine.  La amenaza de arrestos por su propia milicia colonial aumentó las tensiones entre el pueblo de Boston y el gobierno de dominio.

## Revuelta en Boston

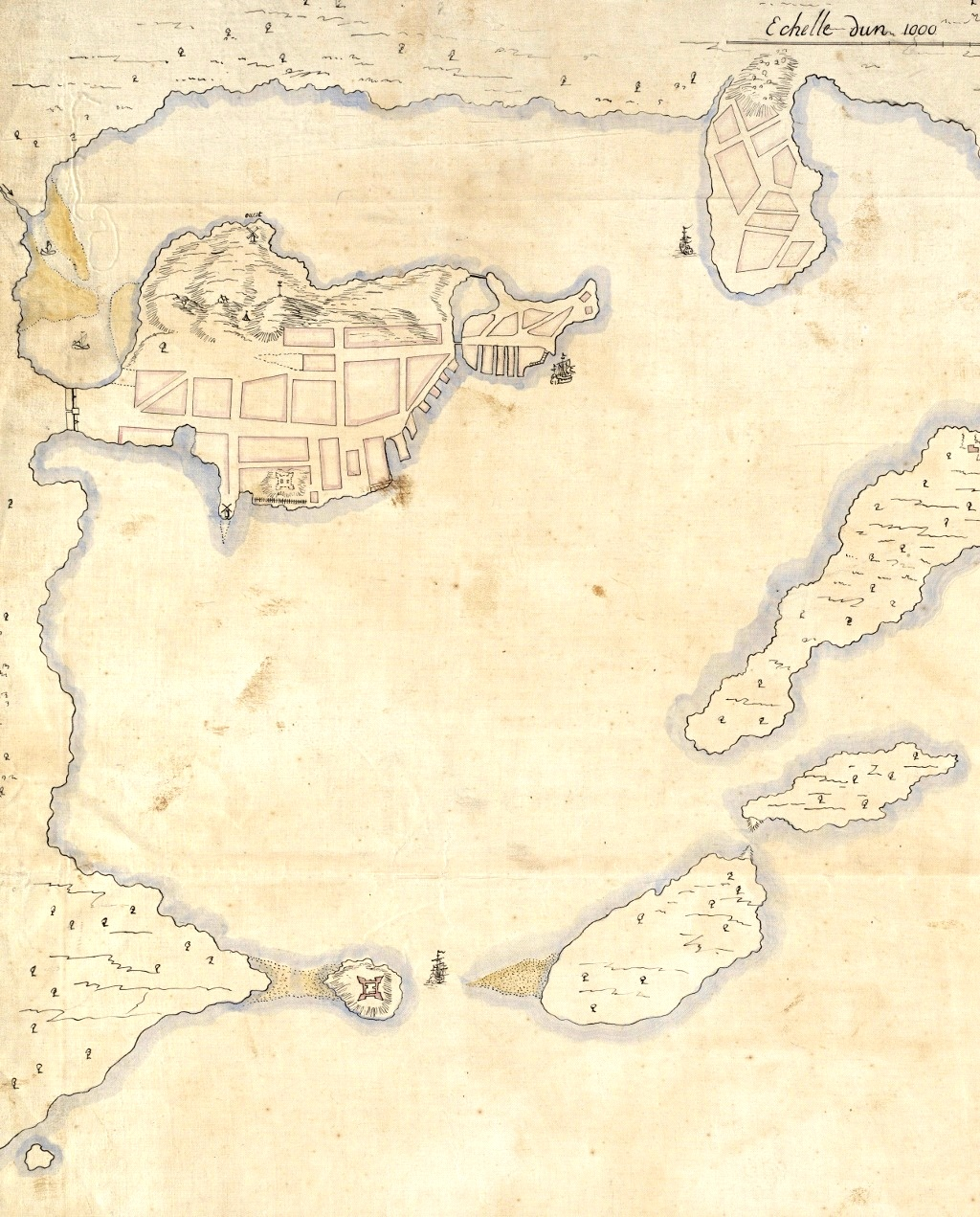
En este detalle de un mapa 1692, la península de Boston está cerca de la parte superior izquierda, la península de Charlestown está en la tapa, y la isla del castillo es visible en la parte inferior izquierda. Fort Mary se puede ver en la parte inferior de la península de Boston.

Aproximadamente a las 5:00 de la mañana del 18 de abril, las milicias comenzaron a reunirse afuera de Boston en Charlestown, justo al otro lado del río Charles, y en Roxbury, ubicada al otro extremo del cuello, conectando Boston con el continente. Alrededor de las 8:00 de la mañana, las compañías de Charlestown abordaron barcos y cruzaron el río, mientras que las compañías de Roxbury marcharon por el estrecho de Boston hasta la ciudad. Simultáneamente, conspiradores de la Antigua y Honorable Compañía de Artillería de Massachusetts entraron en las casas de los bateristas regimentales de la ciudad, confiscando sus equipos. Las milicias se reunieron alrededor de las 8:30, unidas por una creciente multitud, y comenzaron a arrestar a los líderes de civiles y del regimiento.  Finalmente, rodearon Fort Mary, donde Andros fue acuartelado.
Entre los primeros detenidos se encontraba el capitán John George, del HMS Rose, que llegó a tierra entre las 9:00 y las 10:00, pero fue recibido por un pelotón de milicianos y el carpintero del barco, que se había unido a los rebeldes.  George exigió ver una orden de arresto, y los milicianos sacaron sus espadas y lo llevaron en custodia. Alrededor de las 10:00, la mayoría de los oficiales militares y del gobierno habían sido arrestados o huyeron a la seguridad de Castle Island u otros puestos fortificados. Los anglicanos de Boston fueron rodeados por la multitud, incluyendo un mariscal y un boticario.   Algún tiempo antes del mediodía, una bandera anaranjada fue levantada en Beacon Hill que señala a otros 1.500 milicianos para entrar en la ciudad. Estas tropas se formaron en la plaza del mercado donde se leyó una declaración. En ella, los líderes afirmaron apoyar "el noble Emprendimiento del Príncipe de Orange" y levantarse debido a un "horrible Parcela Papista " que había sido descubierto.
El liderazgo colonial de Massachusetts encabezado por el exgobernador Simon Bradstreet instó al gobernador Andros a rendirse por su propia seguridad, citando a la turba de la que afirmaron ser "totalmente ignorante".  Se negó y en su lugar trató de escapar a la Rose. Un barco que bajó de la costa fue interceptado por la milicia, y Andros fue obligado a regresar a Fort Mary. Las negociaciones siguieron y Andros acordó abandonar el fuerte para reunirse con el consejo rebelde. Se le prometió conducta segura y marchó bajo guardia a la casa de la ciudad donde el consejo se había reunido. Allí se le dijo que "tienen y tienen el Gobierno en sus propias manos", como lo describe un relato anónimo, y que estaba detenido. Fue llevado a la casa del oficial de dominio John Usher y se mantuvo bajo vigilancia.
La Rose y Fort William en Castle Island se negaron a rendirse inicialmente. El 19, sin embargo, la tripulación de la Rose se le dijo que el capitán había planeado llevar el barco a Francia para unirse al exiliado James. Una lucha siguió, y los protestantes entre el equipo tomaron el aparejo de la nave. Las tropas de Castle Island vieron esto y se rindieron.

## Consecuencias
Fort Mary se rindió el 19 y Andros fue trasladado allí desde la casa de Usher. Estuvo confinado con Joseph Dudley y otros funcionarios de dominio hasta junio   7, cuando fue transferido a Castle Island. Una historia circuló ampliamente que intentó escaparse vestido con ropa de mujer. Esto fue discutido por el ministro anglicano de Boston, Robert Ratcliff, quien afirmó que esa historia y otras "no tenían el menor fundamento de la Verdad", y que eran "falsedades y mentiras" propagadas para "hacer que el Governour odiara a su pueblo". Andros logró escapar con éxito de Castle Island en agosto   2 después de que su siervo sobornara a los centinelas con licor. Se las arregló para huir a Rhode Island, pero fue recapturado poco después y se mantuvo en un confinamiento prácticamente solitario. Él y otros arrestados a raíz de la revuelta se llevaron a cabo durante 10 meses antes de ser enviados a Inglaterra para su juicio. Los agentes de Massachusetts en Londres se negaron a firmar los documentos que enumeraban los cargos contra Andros, por lo que fue absuelto y liberado sumariamente. Más tarde se desempeñó como gobernador de Virginia y Maryland.

## Disolución del dominio
Las otras colonias de Nueva Inglaterra en el dominio fueron informadas del derrocamiento de Andros, después de lo cual las autoridades coloniales anteriores al dominio se movilizaron para restaurar sus antiguos gobiernos al poder. Rhode Island y Connecticut reanudaron el gobierno bajo sus leyes anteriores, y Massachusetts retomó la gobernanza de acuerdo con su estatuto vacante después de ser gobernado temporalmente por un comité compuesto por magistrados, funcionarios de la Bahía de Massachusetts y la mayoría del consejo de Andros.  El comité se disolvió después de que algunos líderes de Boston sintieron que los rebeldes radicales tenían demasiado poder sobre él. New Hampshire quedó temporalmente sin gobierno formal y fue controlado por Massachusetts y su gobernador Simon Bradstreet, que se desempeñó como gobernante de facto de la colonia del norte. Plymouth también retomó su forma anterior de gobierno.